# Elna Henrikson
Elna Henrikson war eine schwedische Eiskunstläuferin, die im Paarlauf startete.
Henrikson lief an der Seite von Kaj af Ekström. 1921 wurden sie zusammen schwedische Meister. Dies gelang ihnen erneut in den Jahren 1923 und 1924. 1922 wurden sie Vizemeister. Mit Ekström nahm Elna Henrikson an zwei Weltmeisterschaften teil. 1923 in Kristiania gewann das Paar die Bronzemedaille hinter den für Finnland startenden Ludowika Jakobsson und Walter Jakobsson und den Norwegern Alexia Bryn und Yngvar Bryn. Bei der Weltmeisterschaft 1924 in Manchester gewannen Henrikson und Ekström erneut Bronze, diesmal hinter den Österreichern Helene Engelmann und Alfred Berger und den Briten Ethel Muckelt und John Page.

## Ergebnisse

### Paarlauf
(mit Kaj af Ekström)
| Wettbewerb / Jahr           | 1921 | 1922 | 1923 | 1924 |
| --------------------------- | ---- | ---- | ---- | ---- |
| Weltmeisterschaften         |      |      | 3.   | 3.   |
| Schwedische Meisterschaften | 1.   | 2.   | 1.   | 1.   |